# Sputnik 3
Sputnik 3 – trzeci radziecki statek kosmiczny. Satelita serii Sputnik. Pierwsze automatyczne obserwatorium astrofizyczne. Dwanaście pokładowych instrumentów wykonywało badania z zakresu astronomii, geofizyki, biologii i fizyki przestrzeni kosmicznej. Sputnik 3 potwierdził odkrycie zewnętrznych pasów radiacyjnych Ziemi, jednak z powodu wadliwego rejestratora Związek Radziecki nie mógł odebrać tych danych. Gdyby nie doszło do opóźnień w jego budowie, byłby pierwszym sztucznym satelitą Ziemi.

## Opis misji
Historia Sputnika 3 zaczyna się 16 maja 1952 roku, kiedy to zostaje uchwalony Międzynarodowy Rok Geofizyczny.
30 stycznia 1956 roku Komitet Centralny Partii Komunistycznej i Rada Ministrów ZSRR wydaje dekret nr 149882, pt. O budowie sztucznego satelity, Obiekt D. Biuro konstrukcyjne OKB-1 zakończyło wstępne projekty dotyczące satelity. W tym samym czasie 4. Instytut Badań Naukowych Ministerstwa Obrony ukończył plany naziemnego systemu kontroli KIK.
3 września 1956 roku dekretem 1241-632 powołano do życia Kompleks Kontrolno-Pomiarowy, złożony z systemów śledzenia Obrony Powietrznej i Wojsk Rakietowych. Wykorzystywał on nowy system śledzenia satelitów KIK. W centrum pracowało 680 żołnierzy i 151 cywilów. Tego samego dnia wydano rządowe pozwolenie na realizację misji Sputnika 3, Zatwierdzenie wstępnych planów Obiektu D. Prawie półtoratonowy satelita miał zostać wystrzelony nowym pociskiem R-7, jako pierwszy radziecki satelita i wkład ZSRR w Międzynarodowy Rok Geofizyki.
30 września ustalono pierwszy oficjalny plan sowieckich lotów kosmicznych. Do 1958 roku miano wysłać satelitę o masie 1,8 - 2,5 tony; do 1964 miał się odbyć trwający tydzień załogowy lot kosmiczny; do 1970 miano wysłać pierwszego satelitę wywiadowczego; również do 1970 miała powstać rakieta o udźwigu 12 ton; bez daty granicznej zaplanowano powstanie rakiety o udźwigu 100 ton zdolnej wysłać dwóch lub trzech kosmonautów na Księżyc.
Ponieważ R-7 był gotowy wcześniej niż satelita, więc Sputnik 1 i Sputnik 2 zostały wyniesione w pierwszej kolejności.
Sputnik 3 potwierdził obserwacje amerykańskich satelitów Explorera 1 i Explorera 3, które odkryły, że Ziemię otaczają pasy radiacyjne (zewnętrzne).
Statek pozostawał na orbicie do 6 kwietnia 1960 roku, dłużej niż przewidywano. W tym czasie dokonał 10 037 okrążeń Ziemi i przebył drogę długości 448 milionów km. 
Udaną misję Sputnika 3 poprzedziła nieudana próba wystrzelenia rakiety z satelitą. Rakieta eksplodowała w 88 sekundzie wraz z ładunkiem. Sowieci mieli jednak przygotowaną drugą rakietę wraz z satelitą, którego znamy jako Sputnik 3. 
Użycie zapasowego statku mogło mieć wpływ na to, że to Explorer 1 a nie Sputnik 3 odkrył pasy radiacyjne van Allena. Sputnik 3 zarejestrował obecność tych pasów, ale z powodu uszkodzonego rejestratora ZSRR nie mogła odebrać tych danych. Sputnik 3 wchodził w pasy będąc niewidocznym dla rosyjskich stacji naziemnych.
Wiele lat po misji Sputnika 3, część rosyjskich naukowców zaczęła twierdzić, że Korolow zdecydował się na wysłanie zapasowego statku (znanego nam jako Sputnik 3) wiedząc, że jego rejestrator jest niesprawny. Testy przed startem wskazywały ponoć, że magnetyczny rejestrator taśmowy nie działa poprawnie. Aleksiej Bogomołow z OKB MEI, odpowiedzialny za system telemetrii i rejestrator, zapewne nie chcąc opóźniać ważnego dla Partii Komunistycznej startu, twierdził, że to rejestrator będzie działał poprawnie, a odnotowane błędy to działanie czynników elektromagnetycznych pochodzących z miejsca testów. Możliwe, że naciski z Kremla zmusiły Korolowa do przyjęcia tego wytłumaczenia, mimo że pozostali inżynierowie odnosili się do wytłumaczenia bardzo sceptycznie. Kreml chciał prawdopodobnie zsynchronizować start Sputnika 3 z wyborami we Włoszech (25 maja 1958), myśląc że taki pokaz siły wspomoże Włoską Partię Komunistyczną.

## Ładunek
Instrumenty naukowe zbierały dane o ciśnieniu i składzie górnych warstw atmosfery, koncentracji cząstek naładowanych, promieniowaniu kosmicznym, polu magnetycznym i elektrycznym oraz mikrometeoroidach.
- Magnetometr typu fluxgate,
- Scyntylacyjny detektor elektronów o energiach powyżej 10 keV,
- Scyntylacyjny detektor protonów,
- Miernik ciśnienia magnetycznego,
- Miernik ciśnienia jonizacji,
- Pułapki jonów,
- Miernik pola elektrycznego,
- Spektrometr masowy,
- Eksperyment ciężkich jąder promieniowania kosmicznych,
- Detektor promieniowania kosmicznego,
- Detektor mikrometeoroidów,
- Eksperyment dopplerowskiego badania elektronów jonosfery, pracujący na częstotliwościach 20 MHz, 40 MHz i 60 MHz,
- System łączności i kierowania KIK:
  - System radarowego namierzania i śledzenia Binokl-D, pracujący w paśmie centymetrowym (SHF - między 3 a 30 GHz) wraz z transponderem Fakel-S (prawdopodobnie pracującym w paśmie S, między 2,6 a 3,95 GHz),
  - System namierzania i śledzenia z interferometrem Irtisz-D, pracujący w paśmie decymetrowym, ok. 1 GHz,
  - System telemetrii Tral-D, pracujący prawdopodobnie na częstotliwości 66 MHz,
  - System przyjmowania radiokomend RVD,
  - Radionadajnik telemetrii Majak pracujący na częstotliwości 20,005 MHz, nadający telegraficzny sygnał o długości między 150 a 300 milisekund.